# Teatro Municipal Paulo Roberto Lisboa
O Teatro Municipal Paulo Roberto Lisboa é um teatro municipal localizado no município de Presidente Prudente, estado de São Paulo.
Está situado no Centro Cultural Matarazzo, na zona leste da cidade.
Foi inaugurado em 05 de Junho de 2014. A cerimônia de inauguração reuniu diversas autoridades municipais e estaduais e demais convidados.
O primeiro espetáculo encenado foi, Madamme Butterfly – a ópera contada e cantada.
O teatro possui estrutura para receber grandes espetáculos. Possui 530 poltronas, sendo 10 destinadas aos cadeirantes e 6 para pessoas obesas, 17 varas de luz, 11 tipos de refletores e outros 11 microfones digitais, supercâmera digital de controle remoto, dois camarins vip’s e
outros dois simples de grande dimensão e elevador de acessibilidade ao palco.